# Trielacher forticornis
Trielacher forticornis är en stekelart som beskrevs av Boucek 1988. Trielacher forticornis ingår i släktet Trielacher och familjen finglanssteklar. Inga underarter finns listade i Catalogue of Life.